# Halictophagidae
Halictophagidae es una familia de insectos en el orden Strepsiptera.

## Descripción
Los machos son relativamente robustos, con patas cortas y fuertes con tarsos de tres articulaciones. Las antenas consisten en seis o siete segmentos articulados y están ramificadas en diversos grados. Una característica llamativa es que el escutelo es muy grande y se extiende hacia atrás para cubrir aproximadamente la mitad de la longitud de los cuartos traseros. La hembra tiene una cabeza relativamente grande y un canal de alimentación que se abre hacia la parte inferior.

## Géneros
- Halictophagus Curtis, 1831
- Membracixenos Pierce, 1952
- Stenocranophilus Pierce, 1914